# Selección de fútbol de Costa de Marfil
La selección de fútbol de Costa de Marfil es el equipo representativo del país en las competiciones oficiales. Es dirigida por la Fédération Ivoirienne de Football, perteneciente a la Confederación Africana de Fútbol.
Con un total de 23 participaciones, Los Elefantes alzaron la Copa Africana de Naciones en tres ocasiones: en 1992, 2015 y de locales en 2024. También fueron subcampeones en 2006 y 2012.

## Historia

### Mundial de 2006
Para las clasificatorias a la Copa Mundial de Fútbol de 2006, Costa de Marfil fue emparejada con Camerún, uno de los favoritos y de los mejores equipos del continente. Sin embargo, los marfileños lograron avanzar y encabezar su grupo, hasta el enfrentamiento en la penúltima fecha ante Camerún. Una victoria en Abiyán los clasificaba, pero Los Leones se encargaron de amargarle la fiesta a los locales derrotándolos por 3:2. Pero la sorpresa de aquella oportunidad no fue la única en este proceso: cuando Costa de Marfil estaba prácticamente desesperanzada, Camerún empató de local ante Egipto lo que permitió que Costa de Marfil clasificara por primera vez a una Copa Mundial.
A comienzos de marzo de 2006, el presidente del gobierno marfileño Laurent Gbagbo, anunció que de no cesar la violencia reinante en el país no permitiría que el equipo de fútbol de Costa de Marfil, asista al mundial de Alemania 2006, ya que "si el pueblo no está unido, no vale la pena que el equipo vaya al evento".[cita requerida] A pesar de la situación, el equipo disputó el campeonato sin dificultades.
Emparejada en el grupo C del Mundial de 2006, la selección marfileña concedió dos derrotas por idéntico marcador de 1-2 ante Argentina y Holanda. Sin embargo se resarció en el tercer partido al superar a la selección de Serbia y Montenegro por 3-2, remontando un 0-2 inicial. Fue su primera victoria en un Mundial aunque resultó insuficiente para clasificarse a octavos de final.

### Mundial de 2010

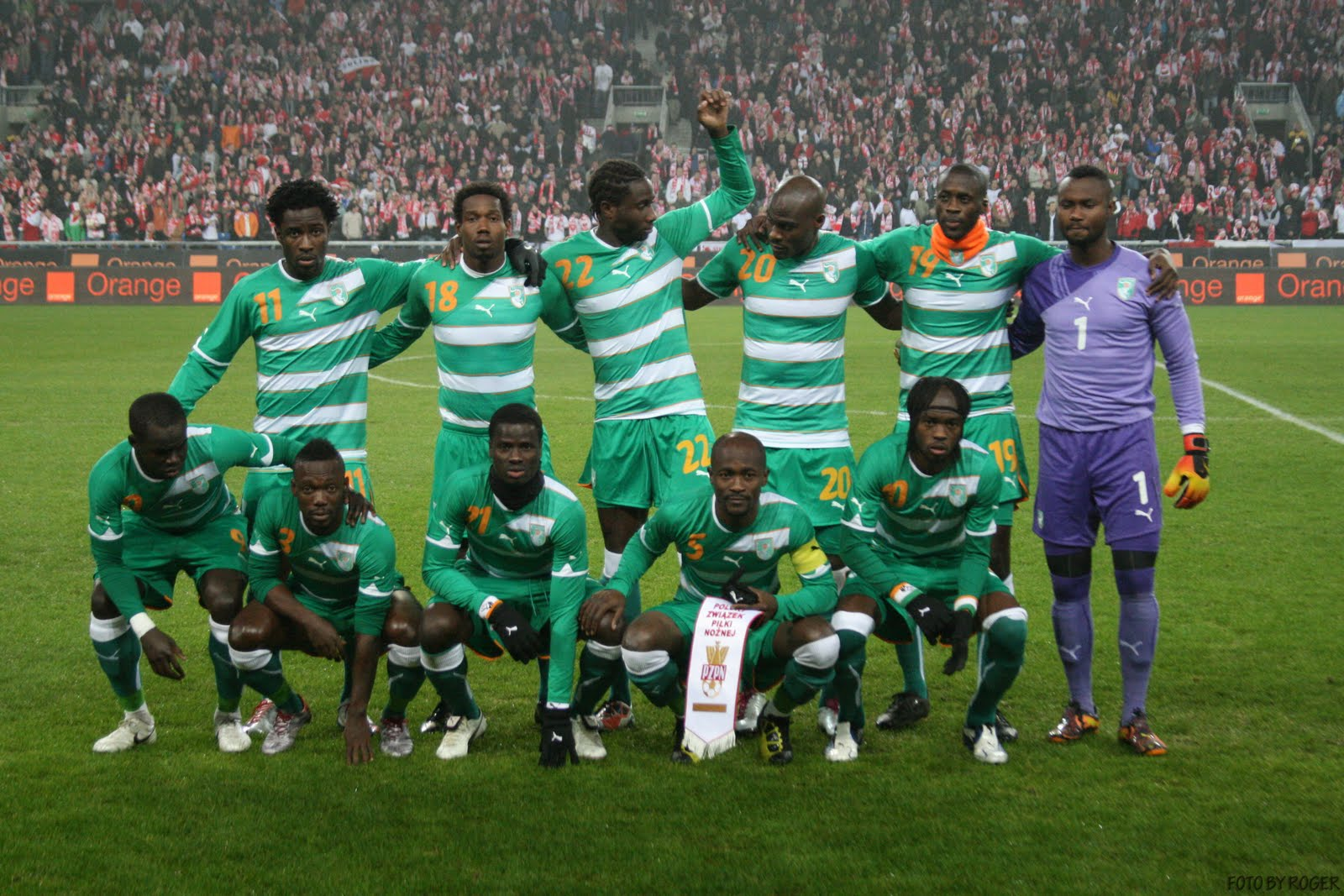
Costa de Marfil antes de su partido ante en 2010

Clasificada para la Copa Mundial de la FIFA 2010 tuvo una discreta participación en dicho torneo. Llegaron a dicha cita con la duda de si la estrella del combinado marfileño Didier Drogba podría disputar o no el Mundial. Finalmente el jugador pudo disputar la fase de grupos con su selección. Con Sven Goran Eriksson como DT, los elefantes fueron emparejados en el Grupo G junto a las selecciones de Portugal, Brasil y Corea del Norte.
Costa de Marfil empató sin goles su primer compromiso de la competición frente a la selección portuguesa. Después del referido empate, se enfrentaron a la pentacampeona Brasil en la segunda jornada de la competición. Brasil fue claramente superior ganando por 3-1 a los africanos, donde Didier Drogba anotó el primer gol de los marfileños en el torneo. Con solo 1 punto en dos presentaciones, las cosas estaban complicadas para este equipo africano dirigido por un sueco. Con muchas dificultades para clasificarse para la siguiente fase (necesitaban golear a Corea del Norte después de la goleada por 7-0 de Portugal frente a los coreanos), la selección africana se enfrentó a Corea del Norte a quien goleó por 3-0 con goles de Salomon Kalou, Aruna Dindane y Seydou Doumbia. Sin embargo, con el empate a 0 entre Portugal y Brasil, Costa de Marfil acabó en tercera posición del grupo, dejando a los dos equipos de habla portuguesa con los dos boletos a octavos del Grupo G, y dejando a los africanos fuera de la siguiente fase. Costa de Marfil acabó en 17.º lugar en el Mundial, lo cual esfumó su deseo de poder avanzar más allá de la frase de grupos en un Mundial de la FIFA por primera vez en su historia, pese a que quedaron bastante cerca, pues 16 equipos pasaron a octavos, y si los elefantes quedaron en el lugar 17 del torneo, esto implica que de los 16 eliminados en primera fase, ellos fueron los mejores.

### Mundial de 2014
Costa de Marfil alcanzó su tercera Copa Mundial de Fútbol consecutiva, en la Mundial de 2014 en Brasil. Compartió el grupo C del torneo junto a sus pares de Colombia, Japón y Grecia. Después de un arranque esperanzador que le vio remontar un 0-1 ante Japón para finalmente sorprender e imponerse 2-1, los Elefantes sucumbieron 1-2 ante Colombia en la segunda jornada, donde, tras terminar empatados sin goles en el primer tiempo, iban perdiendo 0-2 tras encajar 2 goles en menos de 7 minutos en el segundo tiempo, y tras un gol de Gervinho al minuto 73, hubo esperanza de que pudieran sacar el empate para sumar un punto adicional que les permitiera mantener la cima del grupo junto los cafetaleros, pero no fue posible. En el tercer partido, decisivo, ante Grecia, los marfileños estaban manteniendo el empate 1-1 que les daba la opción de disputar por primera vez los octavos de final de una Copa del Mundo. Sin embargo el árbitro ecuatoriano Carlos Vera concedió un penalti in extremis a los griegos en el minuto 90+1, que fue convertido por el capitán griego Samaras, y que le dio la victoria a Grecia en detrimento de Costa de Marfil que tuvo que resignarse a ser eliminada, una vez más, en primera fase, por tercer mundial consecutivo.

## Últimos partidos y próximos encuentros
Actualizado al último partido jugado el 10 de junio de 2025
| Fecha      | Ciudad    | Local           | Resultado      | Visitante       | Competición                            |
| ---------- | --------- | --------------- | -------------- | --------------- | -------------------------------------- |
| 11-06-2024 | Lilongüe  | Kenia           | 0:0            | Costa de Marfil | Clasificación Copa Mundial 2026        |
| 06-09-2024 | Bouaké    | Costa de Marfil | 2:0            | Zambia          | Clas. Copa Africana de Naciones 2025   |
| 10-09-2024 | Yaundé    | Chad            | 0:2            | Costa de Marfil | Clas. Copa Africana de Naciones 2025   |
| 11-10-2024 | San-Pédro | Costa de Marfil | 4:1            | Sierra Leona    | Clas. Copa Africana de Naciones 2025   |
| 15-10-2024 | Monrovia  | Sierra Leona    | 1:0            | Costa de Marfil | Clas. Copa Africana de Naciones 2025   |
| 15-11-2024 | Ndola     | Zambia          | 1:0            | Costa de Marfil | Clas. Copa Africana de Naciones 2025   |
| 19-11-2024 | Abiyán    | Costa de Marfil | 4:0            | Chad            | Clas. Copa Africana de Naciones 2025   |
| 22-12-2024 | Abiyán    | Costa de Marfil | 2:0            | Burkina Faso    | Clasificación Campeonato Africano 2025 |
| 28-12-2024 | Bamako    | Burkina Faso    | 2:0 (4:2 pen.) | Costa de Marfil | Clasificación Campeonato Africano 2025 |
| 21-03-2025 | Mequinez  | Burundi         | 0:1            | Costa de Marfil | Clasificación Copa Mundial 2026        |
| 24-03-2025 | Abiyán    | Costa de Marfil | 1:0            | Gambia          | Clasificación Copa Mundial 2026        |
| 07-06-2025 | Toronto   | Nueva Zelanda   | 1:0            | Costa de Marfil | Partido amistoso                       |
| 10-06-2025 | Toronto   | Canadá          | 0:0            | Costa de Marfil | Partido amistoso                       |

## Estadísticas

### Copa Mundial de Fútbol
| Copa Mundial de Fútbol | Copa Mundial de Fútbol  | Copa Mundial de Fútbol  | Copa Mundial de Fútbol  | Copa Mundial de Fútbol  | Copa Mundial de Fútbol  | Copa Mundial de Fútbol  | Copa Mundial de Fútbol  | Copa Mundial de Fútbol  | Copa Mundial de Fútbol  |
| Año                    | Ronda                   |                         | J                       | G                       | E                       | P                       | GF                      | GC                      | DG                      |
| ---------------------- | ----------------------- | ----------------------- | ----------------------- | ----------------------- | ----------------------- | ----------------------- | ----------------------- | ----------------------- | ----------------------- |
| 1930 - 1958            | No existía la selección | No existía la selección | No existía la selección | No existía la selección | No existía la selección | No existía la selección | No existía la selección | No existía la selección | No existía la selección |
| 1962 - 1970            | No participó            | No participó            | No participó            | No participó            | No participó            | No participó            | No participó            | No participó            | No participó            |
| 1974                   | No clasificó            | No clasificó            | No clasificó            | No clasificó            | No clasificó            | No clasificó            | No clasificó            | No clasificó            | No clasificó            |
| 1978                   | No clasificó            | No clasificó            | No clasificó            | No clasificó            | No clasificó            | No clasificó            | No clasificó            | No clasificó            | No clasificó            |
| 1982                   | No clasificó            | No clasificó            | No clasificó            | No clasificó            | No clasificó            | No clasificó            | No clasificó            | No clasificó            | No clasificó            |
| 1986                   | No clasificó            | No clasificó            | No clasificó            | No clasificó            | No clasificó            | No clasificó            | No clasificó            | No clasificó            | No clasificó            |
| 1990                   | No clasificó            | No clasificó            | No clasificó            | No clasificó            | No clasificó            | No clasificó            | No clasificó            | No clasificó            | No clasificó            |
| 1994                   | No clasificó            | No clasificó            | No clasificó            | No clasificó            | No clasificó            | No clasificó            | No clasificó            | No clasificó            | No clasificó            |
| 1998                   | No clasificó            | No clasificó            | No clasificó            | No clasificó            | No clasificó            | No clasificó            | No clasificó            | No clasificó            | No clasificó            |
| 2002                   | No clasificó            | No clasificó            | No clasificó            | No clasificó            | No clasificó            | No clasificó            | No clasificó            | No clasificó            | No clasificó            |
| 2006                   | Fase de grupos          | 20.º                    | 3                       | 1                       | 0                       | 2                       | 5                       | 6                       | -1                      |
| 2010                   | Fase de grupos          | 17.º                    | 3                       | 1                       | 1                       | 1                       | 4                       | 3                       | +1                      |
| 2014                   | Fase de grupos          | 21.º                    | 3                       | 1                       | 0                       | 2                       | 4                       | 5                       | -1                      |
| 2018                   | No clasificó            | No clasificó            | No clasificó            | No clasificó            | No clasificó            | No clasificó            | No clasificó            | No clasificó            | No clasificó            |
| 2022                   | No clasificó            | No clasificó            | No clasificó            | No clasificó            | No clasificó            | No clasificó            | No clasificó            | No clasificó            | No clasificó            |
| 2026                   | Por disputarse          | Por disputarse          | Por disputarse          | Por disputarse          | Por disputarse          | Por disputarse          | Por disputarse          | Por disputarse          | Por disputarse          |
| 2030                   | Por disputarse          | Por disputarse          | Por disputarse          | Por disputarse          | Por disputarse          | Por disputarse          | Por disputarse          | Por disputarse          | Por disputarse          |
| 2034                   | Por disputarse          | Por disputarse          | Por disputarse          | Por disputarse          | Por disputarse          | Por disputarse          | Por disputarse          | Por disputarse          | Por disputarse          |
| Total                  | 3/22                    | 45.º                    | 9                       | 3                       | 1                       | 5                       | 13                      | 14                      | -1                      |

### Copa Africana de Naciones
| Copa Africana de Naciones | Copa Africana de Naciones | Copa Africana de Naciones | Copa Africana de Naciones | Copa Africana de Naciones | Copa Africana de Naciones | Copa Africana de Naciones | Copa Africana de Naciones |
| Año                       | Ronda                     | J                         | G                         | E                         | P                         | GF                        | GC                        |
| ------------------------- | ------------------------- | ------------------------- | ------------------------- | ------------------------- | ------------------------- | ------------------------- | ------------------------- |
| 1957                      | No existía la selección   | No existía la selección   | No existía la selección   | No existía la selección   | No existía la selección   | No existía la selección   | No existía la selección   |
| 1959                      | No existía la selección   | No existía la selección   | No existía la selección   | No existía la selección   | No existía la selección   | No existía la selección   | No existía la selección   |
| 1962                      | No participó              | No participó              | No participó              | No participó              | No participó              | No participó              | No participó              |
| 1963                      | No participó              | No participó              | No participó              | No participó              | No participó              | No participó              | No participó              |
| 1965                      | Tercer lugar              | 3                         | 2                         | 0                         | 1                         | 5                         | 4                         |
| 1968                      | Tercer lugar              | 5                         | 3                         | 1                         | 1                         | 9                         | 6                         |
| 1970                      | Cuarto lugar              | 5                         | 2                         | 1                         | 2                         | 11                        | 9                         |
| 1972                      | No clasificó              | No clasificó              | No clasificó              | No clasificó              | No clasificó              | No clasificó              | No clasificó              |
| 1974                      | Fase de grupos            | 3                         | 0                         | 1                         | 2                         | 2                         | 5                         |
| 1976                      | No clasificó              | No clasificó              | No clasificó              | No clasificó              | No clasificó              | No clasificó              | No clasificó              |
| 1978                      | Suspendido                | Suspendido                | Suspendido                | Suspendido                | Suspendido                | Suspendido                | Suspendido                |
| 1980                      | Fase de grupos            | 3                         | 0                         | 2                         | 1                         | 2                         | 3                         |
| 1982                      | No participó              | No participó              | No participó              | No participó              | No participó              | No participó              | No participó              |
| 1984                      | Fase de grupos            | 3                         | 1                         | 0                         | 2                         | 4                         | 4                         |
| 1986                      | Tercer lugar              | 5                         | 3                         | 0                         | 2                         | 7                         | 5                         |
| 1988                      | Fase de grupos            | 3                         | 0                         | 3                         | 0                         | 2                         | 2                         |
| 1990                      | Fase de grupos            | 3                         | 1                         | 0                         | 2                         | 3                         | 5                         |
| 1992                      | Campeón                   | 5                         | 2                         | 3                         | 0                         | 4                         | 0                         |
| 1994                      | Tercer lugar              | 5                         | 3                         | 1                         | 1                         | 11                        | 5                         |
| 1996                      | Fase de grupos            | 3                         | 1                         | 0                         | 2                         | 2                         | 5                         |
| 1998                      | Cuartos de final          | 4                         | 2                         | 2                         | 0                         | 10                        | 6                         |
| 2000                      | Fase de grupos            | 3                         | 1                         | 1                         | 1                         | 3                         | 4                         |
| 2002                      | Fase de grupos            | 3                         | 0                         | 1                         | 2                         | 1                         | 4                         |
| 2004                      | No clasificó              | No clasificó              | No clasificó              | No clasificó              | No clasificó              | No clasificó              | No clasificó              |
| 2006                      | Subcampeón                | 6                         | 3                         | 2                         | 1                         | 6                         | 5                         |
| 2008                      | Cuarto lugar              | 6                         | 4                         | 0                         | 2                         | 16                        | 9                         |
| 2010                      | Cuartos de final          | 3                         | 1                         | 1                         | 1                         | 5                         | 4                         |
| 2012                      | Subcampeón                | 6                         | 5                         | 1                         | 0                         | 9                         | 0                         |
| 2013                      | Cuartos de final          | 4                         | 2                         | 1                         | 1                         | 8                         | 5                         |
| 2015                      | Campeón                   | 6                         | 3                         | 3                         | 0                         | 9                         | 4                         |
| 2017                      | Fase de grupos            | 3                         | 0                         | 2                         | 1                         | 2                         | 3                         |
| 2019                      | Cuartos de final          | 5                         | 3                         | 1                         | 1                         | 7                         | 3                         |
| 2021                      | Octavos de final          | 4                         | 2                         | 2                         | 0                         | 6                         | 3                         |
| 2023                      | Campeón                   | 7                         | 4                         | 1                         | 2                         | 8                         | 8                         |
| 2025                      | Clasificado               | Clasificado               | Clasificado               | Clasificado               | Clasificado               | Clasificado               | Clasificado               |
| 2027                      | Por definir               | Por definir               | Por definir               | Por definir               | Por definir               | Por definir               | Por definir               |
| Total                     | 26/35                     | 106                       | 48                        | 30                        | 28                        | 152                       | 111                       |

### Copa de Naciones Afroasiáticas
| Copa de Naciones Afroasiáticas | Copa de Naciones Afroasiáticas | Copa de Naciones Afroasiáticas | Copa de Naciones Afroasiáticas | Copa de Naciones Afroasiáticas | Copa de Naciones Afroasiáticas | Copa de Naciones Afroasiáticas | Copa de Naciones Afroasiáticas |
| Año                            | Ronda                          | J                              | G                              | E                              | P                              | GF                             | GC                             |
| ------------------------------ | ------------------------------ | ------------------------------ | ------------------------------ | ------------------------------ | ------------------------------ | ------------------------------ | ------------------------------ |
| 1978 - 1991                    | No clasificó                   | No clasificó                   | No clasificó                   | No clasificó                   | No clasificó                   | No clasificó                   | No clasificó                   |
| 1993                           | Subcampeón                     | 1                              | 0                              | 0                              | 0                              | 0                              | 1                              |
| 1995 - 2007                    | No clasificó                   | No clasificó                   | No clasificó                   | No clasificó                   | No clasificó                   | No clasificó                   | No clasificó                   |
| Total                          | 1/8                            | 1                              | 0                              | 0                              | 0                              | 0                              | 1                              |

### Copa FIFA Confederaciones
| Copa FIFA Confederaciones | Copa FIFA Confederaciones | Copa FIFA Confederaciones | Copa FIFA Confederaciones | Copa FIFA Confederaciones | Copa FIFA Confederaciones | Copa FIFA Confederaciones | Copa FIFA Confederaciones |
| Año                       | Ronda                     | J                         | G                         | E                         | P                         | GF                        | GC                        |
| ------------------------- | ------------------------- | ------------------------- | ------------------------- | ------------------------- | ------------------------- | ------------------------- | ------------------------- |
| 1992                      | Cuarto lugar              | 2                         | 0                         | 0                         | 2                         | 2                         | 9                         |
| 1995 - 2017               | No clasificó              | No clasificó              | No clasificó              | No clasificó              | No clasificó              | No clasificó              | No clasificó              |
| Total                     | 1/10                      | 2                         | 0                         | 0                         | 2                         | 2                         | 9                         |

## Selección local

### Campeonato Africano de Naciones
| Campeonato Africano de Naciones | Campeonato Africano de Naciones | Campeonato Africano de Naciones | Campeonato Africano de Naciones | Campeonato Africano de Naciones | Campeonato Africano de Naciones | Campeonato Africano de Naciones | Campeonato Africano de Naciones |
| Año                             | Ronda                           | J                               | G                               | E                               | P                               | GF                              | GC                              |
| ------------------------------- | ------------------------------- | ------------------------------- | ------------------------------- | ------------------------------- | ------------------------------- | ------------------------------- | ------------------------------- |
| 2009                            | Fase de grupos                  | 3                               | 0                               | 1                               | 2                               | 0                               | 4                               |
| 2011                            | Fase de grupos                  | 3                               | 1                               | 0                               | 2                               | 2                               | 4                               |
| 2014                            | No clasificó                    | No clasificó                    | No clasificó                    | No clasificó                    | No clasificó                    | No clasificó                    | No clasificó                    |
| 2016                            | Tercer lugar                    | 6                               | 4                               | 0                               | 2                               | 10                              | 4                               |
| 2018                            | Fase de grupos                  | 3                               | 0                               | 1                               | 2                               | 0                               | 3                               |
| 2021                            | No clasificó                    | No clasificó                    | No clasificó                    | No clasificó                    | No clasificó                    | No clasificó                    | No clasificó                    |
| 2023                            | Cuartos de final                | 4                               | 1                               | 1                               | 2                               | 3                               | 3                               |
| 2025                            | No clasificó                    | No clasificó                    | No clasificó                    | No clasificó                    | No clasificó                    | No clasificó                    | No clasificó                    |
| Total                           | 5/8                             | 19                              | 6                               | 3                               | 10                              | 15                              | 18                              |

## Palmarés
| Competición                     | Títulos           | Subcampeonatos | Tercer lugar |
| ------------------------------- | ----------------- | -------------- | ------------ |
| Copa Africana de Naciones       | 1992, 2015 y 2023 | 2006 y 2012    | 2016         |
| Campeonato Africano de Naciones | -                 | -              | 2016         |
| Torneo UEMOA                    | 2007 y 2008       | -              | -            |
| Copa CEDEAO                     | 1983, 1987 y 1991 | 1985           | 1990         |

## Jugadores

### Última convocatoria
Lista de jugadores convocados para los partidos ante  Nueva Zelanda y  Canadá de los días 7 y 10 de junio de 2025.
| No. | Pos. | Jugador              | Fecha de nacimiento (edad)         | Apa. | Goles | Club                   |
| --- | ---- | -------------------- | ---------------------------------- | ---- | ----- | ---------------------- |
| 1   | POR  | Yahia Fofana         | 21 de agosto de 2000 (24 años)     | 25   | 0     | Angers                 |
| 16  | POR  | Mohamed Koné         | 7 de marzo de 1992 (33 años)       | 0    | 0     | Charleroi              |
| 23  | POR  | Badra Ali Sangaré    | 30 de mayo de 1986 (39 años)       | 30   | 0     | Sekhukhune United      |
|     |      |                      |                                    |      |       |                        |
| 2   | DEF  | Luck Zogbé           | 24 de marzo de 2005 (20 años)      | 1    | 0     | Brest                  |
| 3   | DEF  | Ghislain Konan       | 27 de diciembre de 1995 (29 años)  | 41   | 0     | Burgos                 |
| 4   | DEF  | Jean-Philippe Gbamin | 25 de septiembre de 1995 (29 años) | 19   | 0     | Zürich                 |
| 5   | DEF  | Wilfried Singo       | 25 de diciembre de 2000 (24 años)  | 29   | 0     | Monaco                 |
| 6   | DEF  | Cédric Kipré         | 9 de diciembre de 1996 (28 años)   | 1    | 0     | Reims                  |
| 7   | DEF  | Odilon Kossounou     | 4 de enero de 2001 (24 años)       | 25   | 0     | Atalanta               |
| 11  | DEF  | Christopher Opéri    | 29 de abril de 1997 (28 años)      | 8    | 0     | İstanbul Başakşehir    |
| 17  | DEF  | Clément Akpa         | 24 de noviembre de 2001 (23 años)  | 2    | 0     | Auxerre                |
|     |      |                      |                                    |      |       |                        |
| 8   | MED  | Franck Kessié        | 19 de diciembre de 1996 (28 años)  | 87   | 12    | Al-Ahli                |
| 12  | MED  | Mohamed Diomande     | 30 de octubre de 2001 (23 años)    | 7    | 0     | Rangers                |
| 18  | MED  | Ibrahim Sangaré      | 2 de diciembre de 1997 (27 años)   | 44   | 11    | Nottingham Forest      |
| 21  | MED  | Parfait Guiagon      | 22 de febrero de 2001 (24 años)    | 0    | 0     | Charleroi              |
| 24  | MED  | Mory Gbane           | 22 de diciembre de 2000 (24 años)  | 1    | 0     | Reims                  |
|     | MED  | Jean Thierry Lazare  | 7 de marzo de 1998 (27 años)       | 7    | 0     | Standard de Lieja      |
|     |      |                      |                                    |      |       |                        |
| 9   | DEL  | Emmanuel Latte Lath  | 1 de enero de 1999 (26 años)       | 3    | 0     | Atlanta United         |
| 10  | DEL  | Simon Adingra        | 1 de enero de 2002 (23 años)       | 21   | 3     | Brighton & Hove Albion |
| 13  | DEL  | Jérémie Boga         | 3 de enero de 1997 (28 años)       | 1    | 0     | Niza                   |
| 19  | DEL  | Nicolas Pépé         | 29 de mayo de 1995 (30 años)       | 46   | 11    | Villarreal             |
| 20  | DEL  | Evann Guessand       | 1 de julio de 2001 (23 años)       | 9    | 1     | Niza                   |
| 22  | DEL  | Sébastien Haller     | 22 de junio de 1994 (30 años)      | 30   | 11    | Utrecht                |
|     |      |                      |                                    |      |       |                        |

### Jugadores con más participaciones
- Actualizado en enero de 2024[10]

| #  | Nombre           | Período     | Participaciones | Goles |
| -- | ---------------- | ----------- | --------------- | ----- |
| 1  | Didier Zokora    | 2000 - 2014 | 123             | 1     |
| 2  | Kolo Touré       | 2000 - 2015 | 121             | 7     |
| 3  | Max Gradel       | 2011 -      | 107             | 17    |
| 4  | Didier Drogba    | 2002 - 2014 | 105             | 66    |
| 5  | Yaya Touré       | 2004 - 2015 | 102             | 19    |
| 6  | Siaka Tiéné      | 2000 - 2015 | 100             | 2     |
| 7  | Salomon Kalou    | 2007 - 2017 | 97              | 28    |
| 8  | Abdoulaye Traoré | 1984 - 1996 | 90              | 50    |
| 10 | Serge Aurier     | 2013 -      | 89              | 4     |
| 9  | Arthur Boka      | 2004 - 2015 | 87              | 1     |

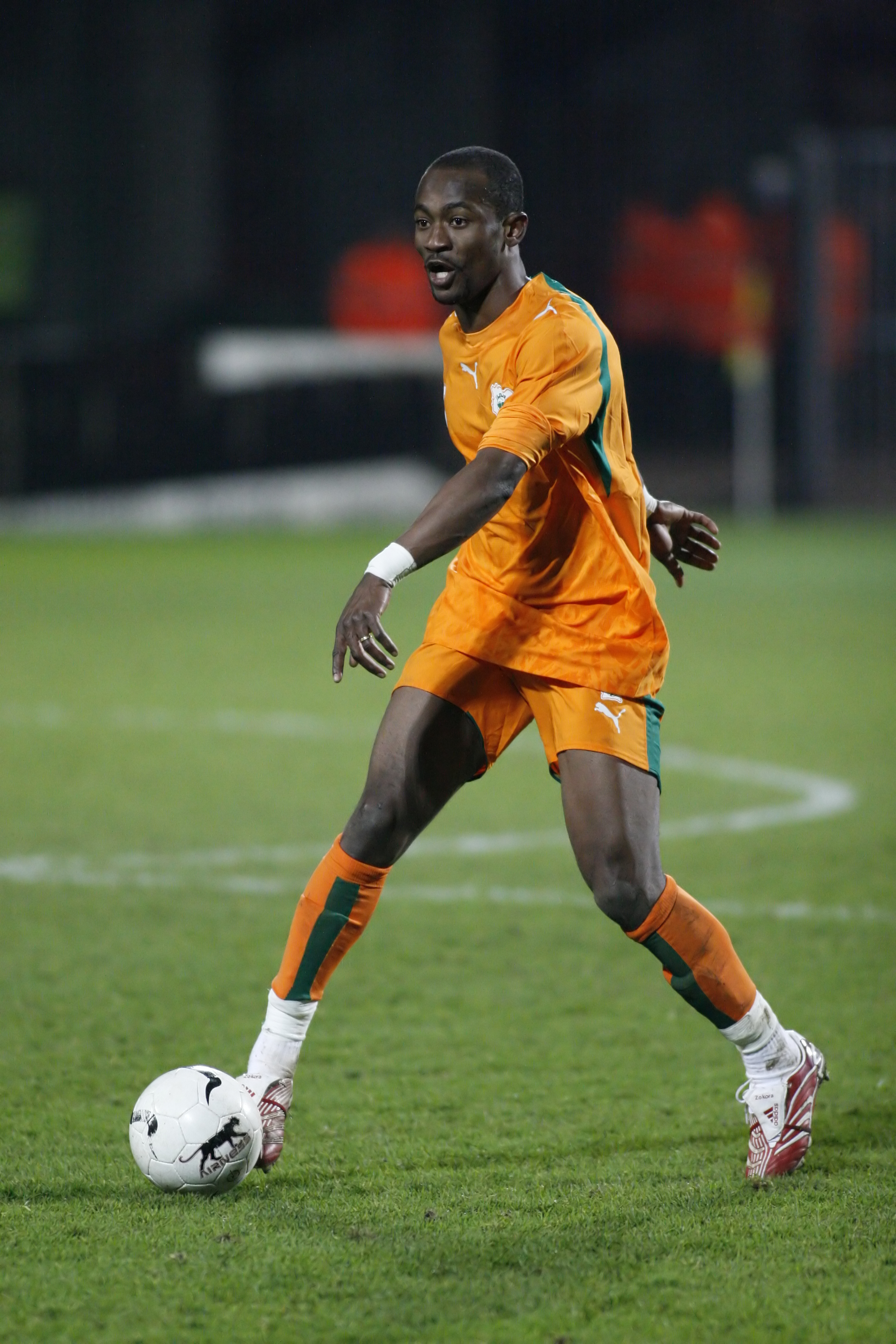
Didier Zokora es el jugador con más partidos por Costa de Marfil con 123.

- En negrita los jugadores aún en la selección.

### Máximos anotadores
- Actualizado en junio de 2023[10]

| #  | Nombre              | Período     | Goles | Partidos | Prom. |
| -- | ------------------- | ----------- | ----- | -------- | ----- |
| 1  | Didier Drogba       | 2002 - 2014 | 66    | 105      | 0.63  |
| 2  | Abdoulaye Traoré    | 1986 - 1996 | 50    | 88       | 0.57  |
| 3  | Ibrahima Bakayoko   | 1996 - 2002 | 30    | 45       | 0.67  |
| 4  | Salomon Kalou       | 2007 - 2017 | 28    | 97       | 0.29  |
| 5  | Joël Tiéhi          | 1987 - 1990 | 25    | 50       | 0.50  |
| 6  | Gervinho            | 2007 - 2021 | 23    | 86       | 0.27  |
| 7  | Yaya Touré          | 2004 - 2015 | 19    | 102      | 0.19  |
| 8  | Laurent N'Dri Pokou | 1967 - 1980 | 21    | 30       | 0.70  |
| 9  | Aruna Dindane       | 2000 - 2010 | 18    | 67       | 0.27  |
| 10 | Wilfried Bony       | 2010 - 2019 | 18    | 59       | 0.31  |

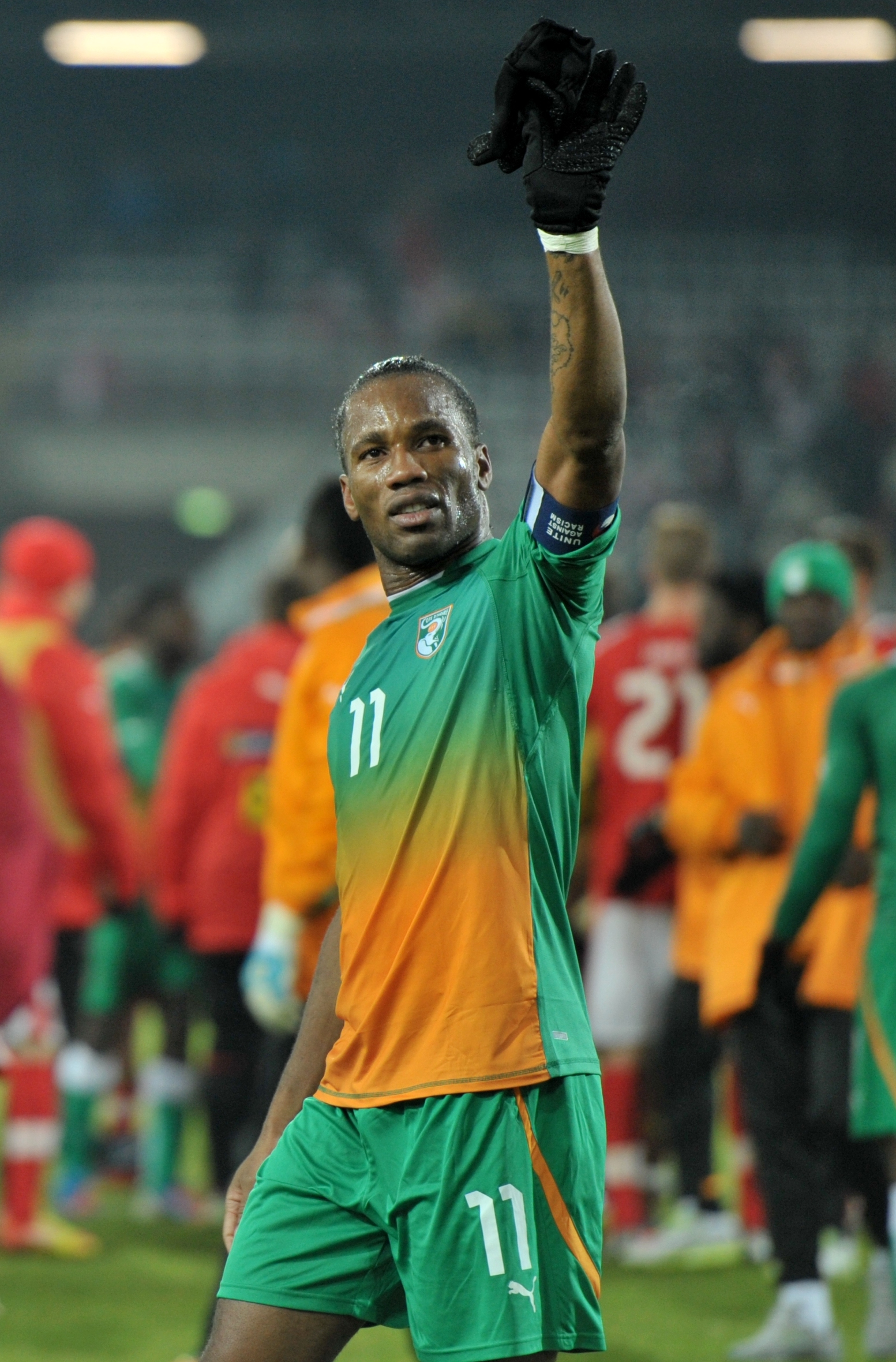
Didier Drogba es el goleador histórico de la selección con 66 anotaciones.

- En negrita los jugadores aún en la selección.

## Entrenadores
- Paul Gévaudan (1960)
- Alphonse Bissouma Tapé (1965)
- Paul Gévaudan (1967–1968)
- Peter Schnittger (1968–1970)
- Jean Tokpa (1970–1972)
- Santa Rosa (1972–1974)
- Gérard Gabo (1976–1980)
- Otto Pfister (1982–1985)
- Davi Ferreira (1984)
- Pancho Gonzales (1986)
- Yeo Martial (1987–1988)
- Kaé Oulaï (1989)
- Radivoje Ognjanović (1989–1992)
- Yeo Martial (1992)
- Philippe Troussier (1993)
- Henryk Kasperczak (1993–1994)
- Pierre Pleimelding (1994–1996)
- Robert Nouzaret (1996–1998)
- Patrick Parizon (1999–2000)
- Gbonke Tia (2000–2001)
- Lama Bamba (2001)
- Robert Nouzaret (2002–2004)
- Henri Michel (2004–2007)
- Uli Stielike (2007–2008)
- Gérard Gili (2008)
- Vahid Halilhodžić (2008–2010)
- Georges Kouadio (2010)
- Sven-Göran Eriksson (2010)
- François Zahoui (2010–2012)
- Sabri Lamouchi (2012–2014)
- Hervé Renard (2014–2015)
- Michel Dussuyer (2015–2017)
- Marc Wilmots (marzo–noviembre 2017)
- Ibrahim Kamara (julio 2018–febrero 2020)
- Patrice Beaumelle (marzo 2020–abril 2022)
- Jean-Louis Gasset (mayo 2022–enero 2024)[11]
- Emerse Faé (enero 2024–)[12]